# Office central du Reich pour la lutte contre l'homosexualité et l'avortement
L'Office central du Reich pour la lutte contre l'homosexualité et l'avortement (en allemand : Reichszentrale zur Bekämpfung der Homosexualität und der Abtreibung) créé en 1936 par Heinrich Himmler, fut l'instrument d'une intensification des persécutions contre les homosexuels dans l'Allemagne nazie. Il centralisait les renseignements sur les homosexuels et faisait partie à ce titre de l'Office de police criminelle du Reich (RKPA, réuni par la suite à la Gestapo). L'Office central a été dirigé notamment par Josef Meisinger, qui voyait dans l'homosexualité non pas seulement un « vice » privé, mais une menace pour la nation. 

## Contexte historique

### Homophobie moderne
Dans un contexte où le discours scientifique, prenant le relais du discours religieux, présente l'homosexualité comme une perversion, une pathologie et une dégénérescence, le code pénal de l'État allemand criminalise en 1871 l'homosexualité masculine ; 15 000 homosexuels sont condamnés entre 1882 et 1918, en vertu du paragraphe 175 du code pénal, puis 10 000 sous la République de Weimar. Les conditions homosexuelles et féminines sous la République de Weimar sont cependant marquées par une relative tolérance. 
Lors de l'arrivée au pouvoir des nazis, les condamnations, toujours au nom du même paragraphe 175, deviennent plus nombreuses, dépassant le rythme de 8000 par an entre 1936 et 1939. La création de l'Office central du Reich pour la lutte contre l'homosexualité et l'avortement en 1936 donne une plus grande efficacité et visibilité à la politique homophobe du régime nazi. Pendant la Seconde Guerre mondiale, des homosexuels sont internés dans les camps de concentration (à la différences d'autres catégories, comme les juifs, déportés dans des camps d'extermination) ; le nombre de ceux qui y sont morts varie selon les estimations entre 5 000 et 15 000.

### Association de l'homophobie et de la lutte contre l'avortement
Le lien établi entre homosexualité et avortement tient aux préoccupations natalistes du IIIe Reich, qui considère les gays et les femmes sans enfants comme des menaces pour la démographie allemande,. La priorité donnée à la croissance de la population explique l'obligation faite à nombre d'hommes homosexuels de se rendre dans des bordels. Quant aux femmes, Himmler pense qu'il faut empêcher leur émancipation afin de les maintenir dans leur rôle d'épouses soumises et de « reproductrices de la race ». 

## Histoire de l'Office central
La création de cet Office central le 10 octobre 1936 par un décret de Heinrich Himmler est le signe de la reprise des persécutions contre les homosexuels pendant la période de calme relatif qui a suivi les Jeux olympiques d'été de 1936. La tâche principale de l'Office central était la collecte d'informations sur les homosexuels. L'Office central avait à sa disposition des escouades mobiles spéciales, qui pouvaient procéder à des exécutions.   

### Direction
De 1936 à 1938, le directeur de l'Office central et son représentant au siège central de la Gestapo est Josef Meisinger, officiel SS, auquel succède le conseiller criminologue Erich Jacob (de). En juillet 1943, E. Jacob, devenu directeur du service de criminologie, travaille aux côtés du psychiatre et neurologue Carl-Heinz Rodenberg (en), nommé directeur scientifique. C-H Roderberg est connu par ailleurs pour avoir préconisé la castration des homosexuels (ainsi que des criminels sexuels), et pour avoir mis son « expertise » au service du Tribunal d'instance de santé héréditaire pour la loi de stérilisation. Jacob et Rodenberg avaient 17 employés sous leurs ordres. Les documents collectés seraient au nombre de 100 000 environ ; ils ont été détruits selon toute vraisemblance dans les derniers jours de la guerre.

### Nombre de victimes
Au total, sous le Troisième Reich, 50 000 hommes ont été condamnés pour homosexualité selon le chercheur Alain Giami.
À partir du moment de la création de l'Office central, le nombre de condamnations d’homosexuels augmente de manière constante ; il est multiplié par plus de cinq entre 1934 (984 condamnations) et 1936 (5 310 condamnations). 
Au cours d'une campagne contre l'Église catholique, de nombreux prêtres catholiques ont été arrêtés pour des accusations non fondées d'homosexualité et d'actes de perversion. Ces poursuites « morales » ont été suspendues pendant les Jeux olympiques d'été de 1936 pour donner aux étrangers une bonne image de l'Allemagne, mais elles ont ensuite repris vigoureusement après que le pape Pie XI eut dénoncé le nazisme dans son encyclique Mit brennender Sorge de 1937. Le clergé opposé au régime était particulièrement visé, de fausses accusations de conduite homosexuelle cachant la vraie cause. Beaucoup, après avoir purgé une peine de prison, ont été envoyés dans des camps de concentration (généralement le camp de Dachau, qui avait un « bloc de prêtres » spécial). Certains n'ont pas survécu à l'épreuve.

## Opinions de Heinrich Himmler, créateur de l'Office central, sur l'homosexualité
Selon Geoffroy J. Giles, « les discours et écrits de Himmler, chef des SS et de la police, traitaient de manière plus obsessionnelle de l'homosexualité que ceux de tout autre dirigeant nazi, et ses commentaires étaient cohérents dans leur condamnation sévère de l'homosexualité. À plusieurs occasions entre 1934 et 1943, Himmler a parlé ou écrit de l'opportunité de tuer des homosexuels ». Himmler s'intéressait aux théories scientifiques sur l'homosexualité et aux expérimentations menées par le médecin Carl Vaernet sur des détenus homosexuels du camp de Buchenwald. 
Selon Himmler, la réduction des différences entre les sexes, et la virilisation des femmes, ont favorisé le développement de l'homosexualité.

## Opinions de Josef Meisinger, directeur de l'Office central, sur l'homosexualité
Josef Meisinger, qui a dirigé l'Office central au moment de sa création, prononce un discours où il développe ses idées sur l'homosexualité (en avril 1937). Il y souligne l'ampleur du phénomène homosexuel, qu'il ne faut plus considérer d'un simple point de vue moral dit-il, mais d'un point de vue politique :

« Puisque, comme nous le savons, il est inutile d'attendre des homosexuels qu'ils aient des rapports sexuels normaux, l'homosexualité peut conduire à une baisse de la natalité. Le résultat est un affaiblissement général de la force de la nation, affaiblissement susceptible de menacer la capacité militaire d'une nation. En fin de compte, l'homosexualité est une menace permanente pour l'ordre dans la vie de l'État. En plus d'être en soi une violation punissable de cet ordre, elle est particulièrement dangereuse car elle constitue souvent le point de départ d'une série de crimes supplémentaires. Très souvent, il s'agit d'un préalable à la trahison [...].
Si l'on veut vraiment apprécier le danger caché de l'homosexualité, il ne suffit plus de la considérer, comme auparavant, du point de vue étroit du criminologue. Parce qu'elle est maintenant très largement répandue, elle s'est en fait développée pour devenir un phénomène aux conséquences les plus profondes pour la survie de la nation et de l'État. Ainsi, l'homosexualité a cessé d'être un élément dans une enquête criminelle ; elle est devenue un problème politique ». »

Josef Meisinger pense par ailleurs qu'il est possible de rééduquer une grande partie des homosexuels pour les ramener à des pratiques hétérosexuelles : 

« Je dois dire qu'avec une éducation et un ordre fermes et un travail réglementé, un grand nombre d'homosexuels qui ont attiré l'attention des autorités ont appris à devenir des membres utiles de la communauté nationale. »

J.Meisinger est aussi l'auteur d'un texte intitulé La lutte contre l'avortement comme tâche politique, Die Bekämpfung der Abtreibung als politische Aufgabe (1940).

#### Études d'historiens
- Günter Grau, Homosexualität in der NS-Zeit. Dokumente einer Diskriminierung und Verfolgung, Fischer, Francfort a. M. 2004, (ISBN 359-61-59733) (L'homosexualité à l'époque nazie. Documents de discrimination et de persécution)
- Jörg Hutter, "Die Rolle der Polizei bei der Schwulen- und Lesbenverfolgung im Nationalsozialismus"   (Le rôle de la police dans la persécution des gais et lesbiennes sous le national-socialisme)
- Enzo Traverso, « Homosexuels et nazisme. Quelques notes sur un crime occulté », Raison présente, vol. 96, no 1,‎ 1990, p. 65–75 (DOI 10.3406/raipr.1990.2901, lire en ligne, consulté le 26 janvier 2021)

#### Sources primaires
- (en) Heinrich Himmler, The Homosexual Threat to Civilization: A Speech by Heinrich Himmler, Blurb, Incorporated, 8 octobre 2018 (ISBN 978-0-464-95057-8, lire en ligne)
- Josef Meisinger, Die Bekämpfung der Abtreibung als politische Aufgabe, In: Deutsche Zeitschrift für die Gesamte Gerichtliche Medizin [0367-0031], 1940 vol: 32 iss: 4 pg: 226-244 (La lutte contre l'avortement comme tâche politique, (La lutte contre l'avortement comme tâche politique)